# Carlos Moncrief
Pour les articles homonymes, voir Moncrief.
 (août 2017).
Carlos Antwan Moncrief (né le 3 novembre 1988 à Jackson, Mississippi, États-Unis) est un joueur de champ extérieur des Giants de San Francisco de la Ligue majeure de baseball.

## Carrière
Carlos Moncrief est repêché à deux reprises : après avoir repoussé l'offre des Phillies de Philadelphie, qui le réclament au 20e tour de sélection en 2007, il signe son premier contrat professionnel avec l'équipe qui le sélectionne au 14e tour en 2008, les Indians de Cleveland. Moncrief commence sa carrière professionnelle en ligues mineures dès 2008 et joue avec des clubs affiliés aux Indians jusqu'en 2015. Devenu agent libre, il rejoint ensuite les Giants de San Francisco et passe 2016 avec leur club affilié à Richmond au niveau Double-A des ligues mineures, puis dans le Triple-A à Sacramento en 2017.
Carlos Moncrief fait ses débuts dans le baseball majeur à l'âge de 28 ans, le 29 juillet 2017 avec les Giants de San Francisco face aux Dodgers de Los Angeles.